# Honningsvåg

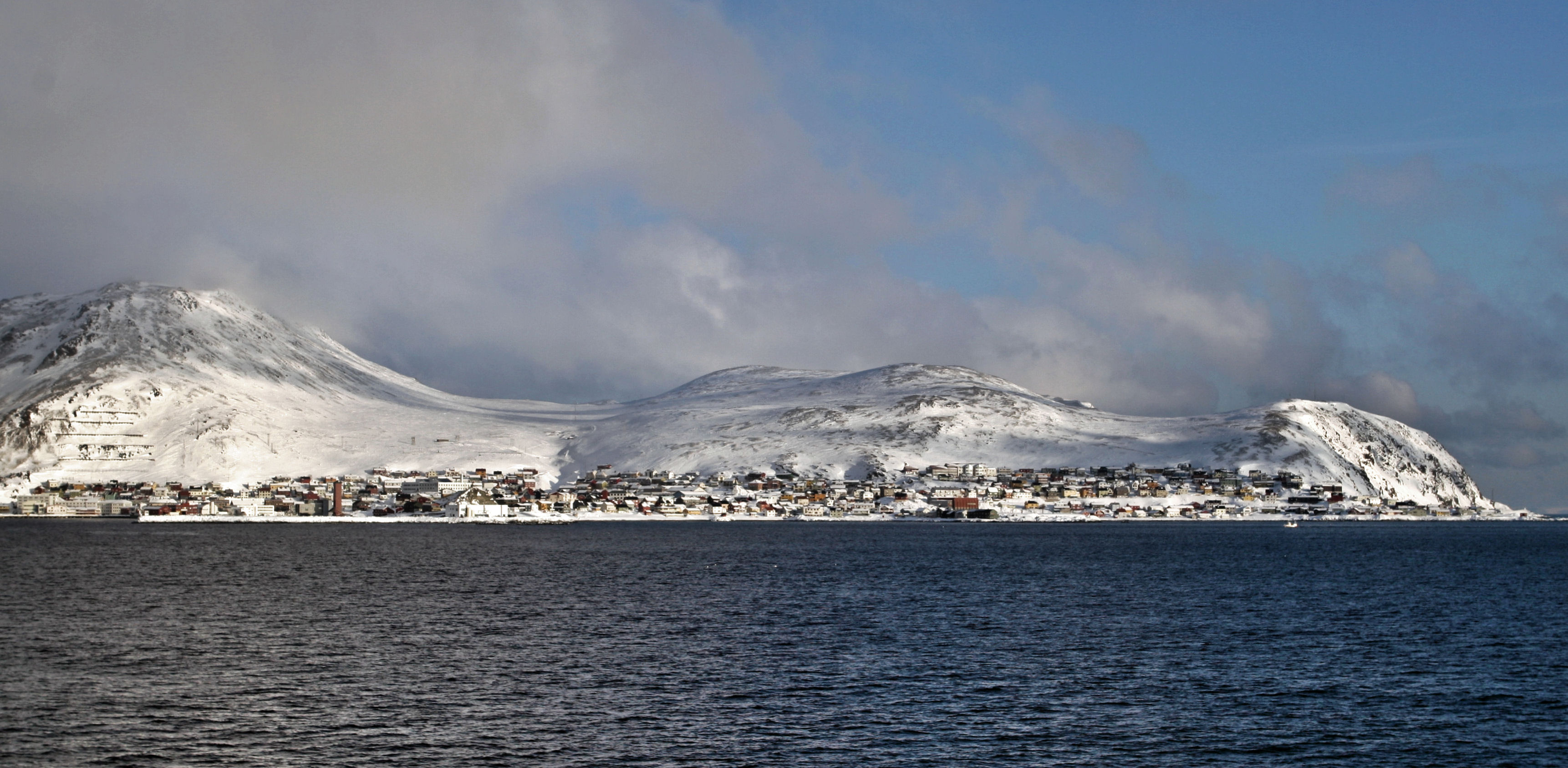
Honningsvåg vanaf zee gezien

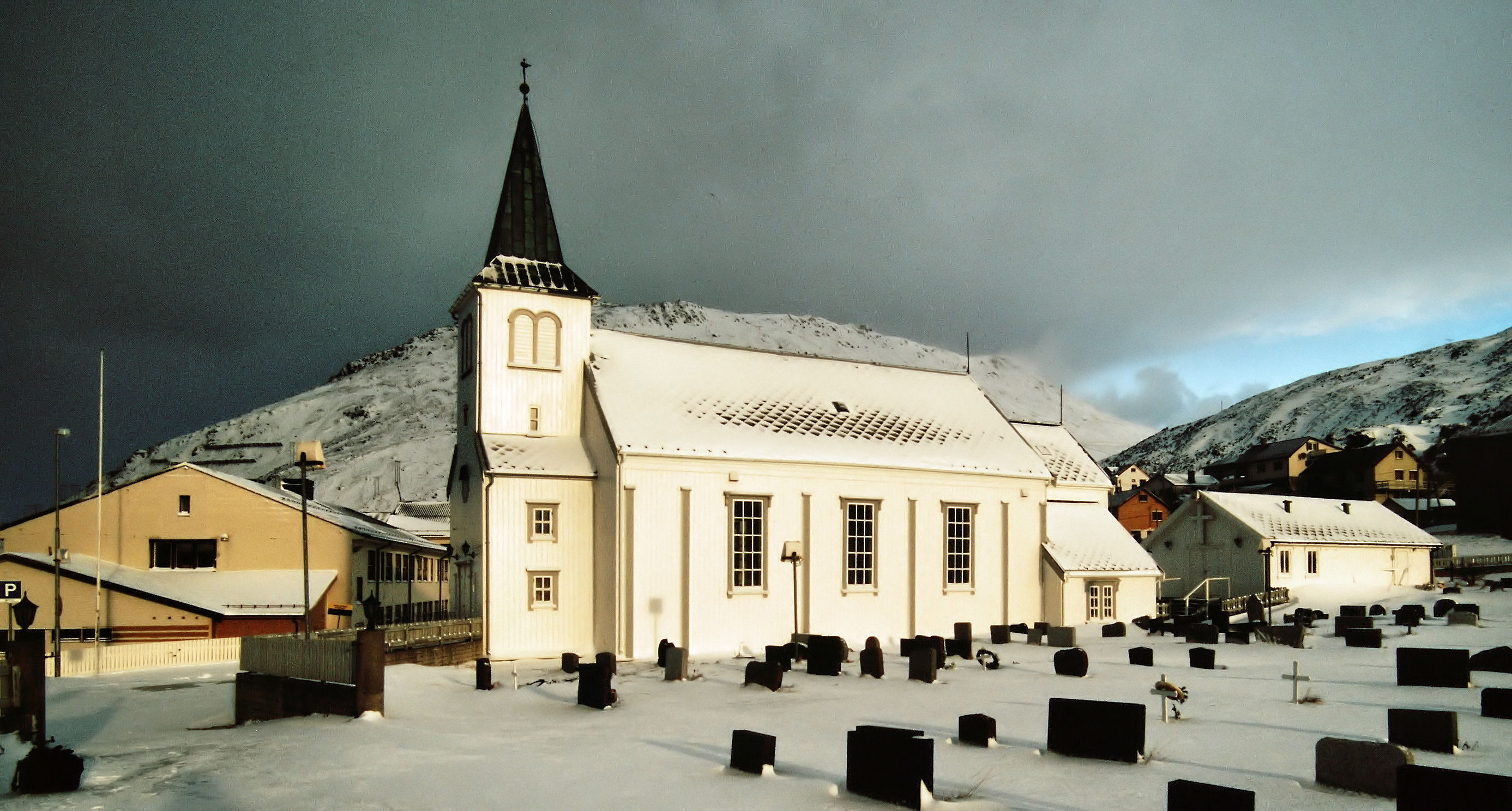
De kerk van Honningsvåg

Honningsvåg is een stadje in de provincie Finnmark in Noorwegen. Het is de noordelijkste stad van het Europese vasteland.
Honningsvåg is het bestuurlijke centrum van de gemeente Nordkapp. Tot 1895 was het enkele kilometers meer oostelijk gelegen Kjelvik het centrum van de gemeente. Maar door de opkomst van de visserijvloot opteerde men voor de beschutting van Honningsvåg.
De stad met haar 2600 inwoners ligt in een baai van het eiland Magerøya. Op haar grondgebied bevindt zich de Noordkaap die vaak foutief het noordelijkste punt van Europa wordt genoemd. Wanneer men Spitsbergen buiten beschouwing laat, ligt het meer westelijk op het Noordkaapplateau gelegen Knivskjelodden, 1,5 km meer naar het noorden. Het meest noordelijke punt van het Europese vasteland is Kinnarodden, een kaap in de nabijheid van het meer oostelijk gelegen Mehamn.
Sinds juni 1999 is Honningsvåg met het vasteland verbonden door de 6875 meter lange Noordkaaptunnel die de veerboot vervangt die vroeger Honningsvåg met Kåfjord verbond. De tunnel, met een helling van 10 % daalt tot een diepte van 212 meter onder de Magerøyasundet.
De beschutte ligging van Honningsvåg verklaart waarom het een belangrijke visserijhaven is. Meer dan 150 vissersboten hebben hier hun thuishaven. Bovendien bezoeken jaarlijks een honderdtal cruiseschepen de stad waardoor, naast de met de visserij verbonden activiteiten, het toerisme een belangrijke bron van inkomsten is. Voor wie oostwaarts vaart is Honningsvåg de laatste halte vooraleer men de Noordelijke IJszee bereikt.

## Bezienswaardigheden
- Het Noordkaapmuseum.

Dit museum werd door het plaatselijk historisch genootschap in 1982 gesticht. Sinds 1997 is het beheer ervan door de stad overgenomen. Vanaf 2006 wordt samengewerkt met de musea van Hammerfest, Måsøy, Gamvik en Berlevåg. Het Nordkappmuseet belicht de geschiedenis van de visserij en de kustcultuur in deze regio van Finnmark.
- De kerk van 1884

Deze witte, houten neogotische constructie vervangt de kerk van Kjelvik die in 1882 door een storm werd verwoest. Deze kerk bezat een klok die aan Sint Nicolaas gewijd was en in 1521 in Duitsland werd gegoten. Vandaag bevindt ze zich in het Noordkaapmuseum.
De kerk is het enige gebouw in de stad dat gespaard bleef toen de terugtrekkende Duitse troepen in 1944 tijdens de operatie Nordlicht alles platbrandden. De hele bevolking werd, onder dwang, naar het zuiden geëvacueerd. Pas in 1969 was de wederopbouw van de stad voltooid.

## Verkeer
Er zijn busverbindingen met Hammerfest, Alta en Kirkenes. Wil men naar Tromsø dan dient men na een rit van 4 uur in Alta te overnachten. ’s Anderendaags bereikt men na 6½ uur Tromsø.
Dagelijks verzorgt Widerøe vanaf de luchthaven van Honningsvåg-Valan meerdere vluchten naar Hammerfest, Kirkenes en Tromsø.
De stad is een dagelijkse aanleghaven van de Hurtigruten die Bergen met Kirkenes verbindt.